# Pumas CU
Pumas CU – meksykański klub futbolu amerykańskiego z miasta Meksyku. Założony w 1927 roku, gra w Organización Nacional Estudiantil de Futbol Americano. 

## Historia
W 1927 roku przy Narodowym Uniwersytecie Autonomicznym Meksyku założono drużynę futbolową "Pumas". W 1970 roku władze uczelni postanowiły rozwiązać zespół i utworzyć trzy drużyny: "Cóndores", "Aguilas Reales" oraz "Guerreros Aztecas". Jednak tylko "Cóndores" byli w stanie zdobyć mistrzostwo. W 1998 roku postanowiono reaktywować drużynę "Pumas". Pumy 27 razy zdobywały mistrzostwo kraju w latach: 1933, 1934, 1935, 1936, 1937, 1938, 1939, 1940, 1941, 1942, 1943, 1944, 1946, 1947, 1951, 1952, 1956, 1957, 1959, 1961, 1966, 1967, 2008, 2010, 2013, 2014, 2017.